# 111571 Bebevio
111571 Bebevio è un asteroide troiano di Giove del campo greco. Scoperto nel 2002, presenta un'orbita caratterizzata da un semiasse maggiore pari a 5,0911288 au e da un'eccentricità di 0,0361089, inclinata di 4,58531° rispetto all'eclittica.
L'asteroide è dedicato alla schermitrice italiana Beatrice Vio, detta Bebe.